# Perttu Lindgren
Perttu Lindgren (26 sierpnia 1987 w Tampere) – fiński hokeista. Reprezentant Finlandii.

## Kariera klubowa
- Ilves U16 (2002–2003)
- Ilves U18 (2003–2004)
- Ilves U20 (2004–2005)
- Ilves (2005–2007)
  -  Suomi U20 (2006–2007)
- Iowa Stars (2007–2008)
- Lukko (2008–2009)
- Texas Stars (2009–2010)
- Dallas Stars (2010)
- Lukko (2010–2012)
- Atłant Mytiszczi (2012)
- Amur Chabarowsk (2012–2013)
- HC Davos (2013-2021)
- EHC Biel (2021)

Wychowanek klubu Tappara. W drafcie NHL z 2005 został wybrany przez amerykański klub Dallas Stars, jednak ostatecznie w drużynie rozegrał tylko jeden mecz (4 lata później). Od maja do listopada 2012 zawodnik Atłanta Mytiszczi. Następnie zaangażowany przez inny rosyjski klub, Amur Chabarowsk (w miejsce jego rodaka, Mikę Pyörälä). Od marca 2013 zawodnik HC Davos związany kontraktem do 2014. Przedłużał kontrakt w listopadzie 2013 o trzy lata, w kwietniu 2016 o dwa lata, w kwietniu 2017 o dwa lata. W styczniu 2021 przeszedł do EHC Biel. W kwietniu 2023 ogłosił zakończenie kariery.

## Sukcesy

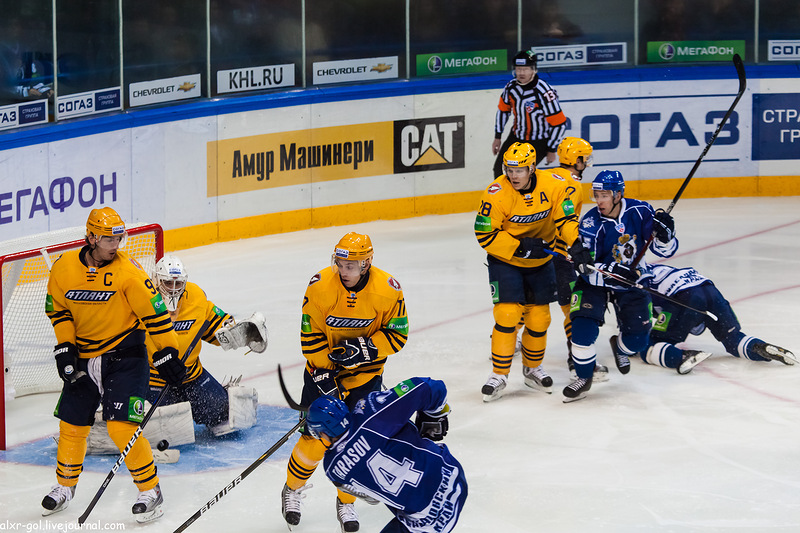
Perttu Lindgren (trzeci z lewej w żółtym stroju) w barwach Atłanta Mytiszczi (2012)

Reprezentacyjne
- Brązowy medal mistrzostw świata juniorów do lat 20: 2006

Klubowe
- Brązowy medal mistrzostw Finlandii: 2011 z Lukko
- Złoty medal mistrzostw Szwajcarii: 2015 z HC Davos

Indywidualne
- SM-liiga 2005/2006:
  - Pierwsze miejsce w klasyfikacji strzelców wśród pierwszoroczniaków w sezonie zasadniczym: 13 goli
  - Pierwsze miejsce w klasyfikacji asystentów wśród pierwszoroczniaków w sezonie zasadniczym: 24 asyst
  - Pierwsze miejsce w klasyfikacji kanadyjskiej wśród pierwszoroczniaków w sezonie zasadniczym: 37 punktów
  - Trofeum Jarmo Wasamy - najlepszy debiutant sezonu
- Mistrzostwa świata juniorów do lat 20 w 2007:
  - Pierwsze miejsce w klasyfikacji asystentów turnieju: 8 asyst
- SM-liiga (2010/2011):
  - Najlepszy zawodnik miesiąca - październik 2010
  - Pierwsze miejsce w klasyfikacji asystentów w sezonie zasadniczym: 43 asysty[8]
  - Pierwsze miejsce w klasyfikacji kanadyjskiej w sezonie zasadniczym: 66 punktów[9] (Trofeum Veli-Pekka Ketola)
  - Skład gwiazd sezonu
- National League A (2015/2016)
  - Pierwsze miejsce w klasyfikacji +/- w sezonie zasadniczym: +34
  - Najbardziej Wartościowy Zawodnik (MVP)
  - Skład gwiazd